# Ágas (heraldika)
Az ágas a mesteralakok közé tartozó heraldikai jelkép. Y alakú, keresztszerű alakzat. Két harántos és egy függőleges ágból áll. A harántos szárak a pajzs jobb illetve bal felső sarkából indulnak és a pajzs harmada alatt, a pajzsközép táján találkoznak a függőleges szárral. Az ágas lehet fordított is, ilyenkor villa a neve. Pajzstagolási változata az ágasosztás.
Diminutívája az ágas-karó (en: fillet pall, illetve fillet pall reversed) és az ágas-szál;
Állítólag az egyházi palliumtól veszi az eredetét. Az angol heraldikában a fő mesteralakok (ordinary) közé tartozik, de viszonylag ritka. Főleg az egyházi heraldikában fordul elő.

## Az ágas változatai
Az ágas lehet lebegő, alul csonka, hullámos és más osztóvonalakkal megrajzolva.
A hullámos ágas (de: Wellendeichsel) osztóvonalai hullámosak. A modern heraldikában hullámos ágas van például Nigéria címerében, mely a Niger és a Benuë összefolyását jelképezi és ilyen értelemben tulajdonképpen nem is mesteralak, hanem
folyó, azaz címerkép.
A lebegő ágas (de: Gabelkreuz, en: pall couped) Y alakú alakzat, a szárai nem érintkeznek a pajzs peremével. A szárak általában vízszintesen vannak levágva. A végei ki is lehetnek hegyezve, miáltal lebegő hegyeságas (en: pall pointed, shake-fork, pale furché) jön létre. Ezt főleg a skót heraldikában, ezen belül a Cunningham család címerében fordul elő, változatos alakban.
A pillér (vagy telt ágas, fr: gousset, pairle plaine, de: Gabelstück, Deichselstück, gefülltes Schaherkreuz, volles Schaherkreuz, la: littera pythagorica repleta) ferde szárai közti rész ki van töltve.
A hármas ágas függőleges szára folytatódik a ferde szárak között is. Főleg a polgári címerek között fordulhat elő, függőleges szárral, vagy anélkül.
Az ágascölöp (de: Pfahldeichsel) ritka mesteralak, mely egy cölöp és egy ágas kombinációjából jön létre. (Nagyjából megegyezik a hármas ágassal.)

Pillér
Hármas ágas
Lebegő ágas
Lebegő hegyeságas

## Szimbolikája
Az ágas megegyezik a kereszt egyik típusával, ezért oda is besorolható. A korai középkorban ilyen kereszten feszítették meg a bűnözőket, mondván, hogy nem érdemlik meg Krisztus keresztjét, majd ilyen jellel bélyegezték meg a tolvajokat is. Az ókortól a nehéz választás (jó vagy rossz út) jelképe. Feltűnik az egyházi jelképeken és öltözékeken is (pallium). Az alkímiában az Y az androgüné (kétneműség, hímneműség) jelképe.   